# Prionocolea viridissima
Prionocolea viridissima là một loài Rêu trong họ Lejeuneaceae. Loài này được R.M. Schust. mô tả khoa học đầu tiên năm 1994.